# Championnat d'Espagne de football
Pour les articles homonymes, voir Liga et Liga de Fútbol Profesional.
Le championnat d'Espagne de football de première division est nommé la Primera División entre 1929 et 2008 puis Liga BBVA de 2008 à 2016, LaLiga Santander de 2016 à 2023 et LaLiga EA Sports à partir de la saison 2023-2024. Dans le langage courant, le terme de « Liga » est souvent utilisé pour désigner la compétition, bien que liga signifie simplement « ligue » en espagnol.
L'antichambre de cette division est le championnat d'Espagne de football de deuxième division. Le Real Madrid est le club le plus titré avec 36 championnats remportés.
Selon le classement quinquennal de l'UEFA, les clubs du championnat espagnol se classent troisièmes en termes de résultats dans les compétitions européennes entre les saisons 2020/21 et 2024/25.

## Présentation
Avant 1928, la seule épreuve espagnole à caractère national est la Copa del Rey, la Coupe d'Espagne. Sous l'impulsion de José María Acha, l'idée d'un championnat national est énoncée dès avril 1927. Cette compétition reçoit finalement l'agrément de la fédération espagnole le 23 novembre 1928. Afin de constituer la première Primera División de l'histoire, certaines formations sont qualifiées d'office en raison de leurs résultats passés : Athletic Bilbao, FC Barcelone, Real Madrid, Real Sociedad, Real Unión de Irun, Espanyol de Barcelone, CD Europe Barcelone et Atlético de Madrid. Un tournoi éliminatoire mettant aux prises dix clubs est mis en place pour désigner le dixième et dernier membre de la Primera División. Le Racing de Santander s'impose en finale à l'occasion de ce tournoi face au Séville FC, reversé en Segunda División (D2), créée également en 1929. La première journée du championnat a lieu le 10 février 1929. La Primera reste à dix clubs jusqu'en 1934, puis passe à 12 clubs.
La guerre d'Espagne met le football en veilleuse entre 1936 et 1939, date de reprise du championnat, qui repart avec 12 clubs. Le championnat espagnol se déroula chaque année depuis lors et est devenu, au fil des décennies un des plus prestigieux d'Europe, aux côtés de la Premier League anglaise, de la Série A italienne et de la Bundesliga allemande.
Dominé depuis plusieurs décennies par deux clubs phares, que sont le Real Madrid et le FC Barcelone, qui trustent également les titres européens, le football espagnol possède de nombreux autres clubs très compétitifs, tant à l'échelle nationale qu'européenne. L'Atlético de Madrid - souvent troisième du championnat, le Séville FC, Villarreal CF, le Valence CF, la Real Sociedad ou encore l'Athlétic Bilbao font ainsi office de clubs de référence du championnat. D'autres clubs, tels que le Celta de Vigo, le Real Betis, Getafe CF ou l'Espanyol de Barcelone sont aussi des habitués, parvenant occasionnellement à jouer les trouble-fêtes en tête du classement.

## Format

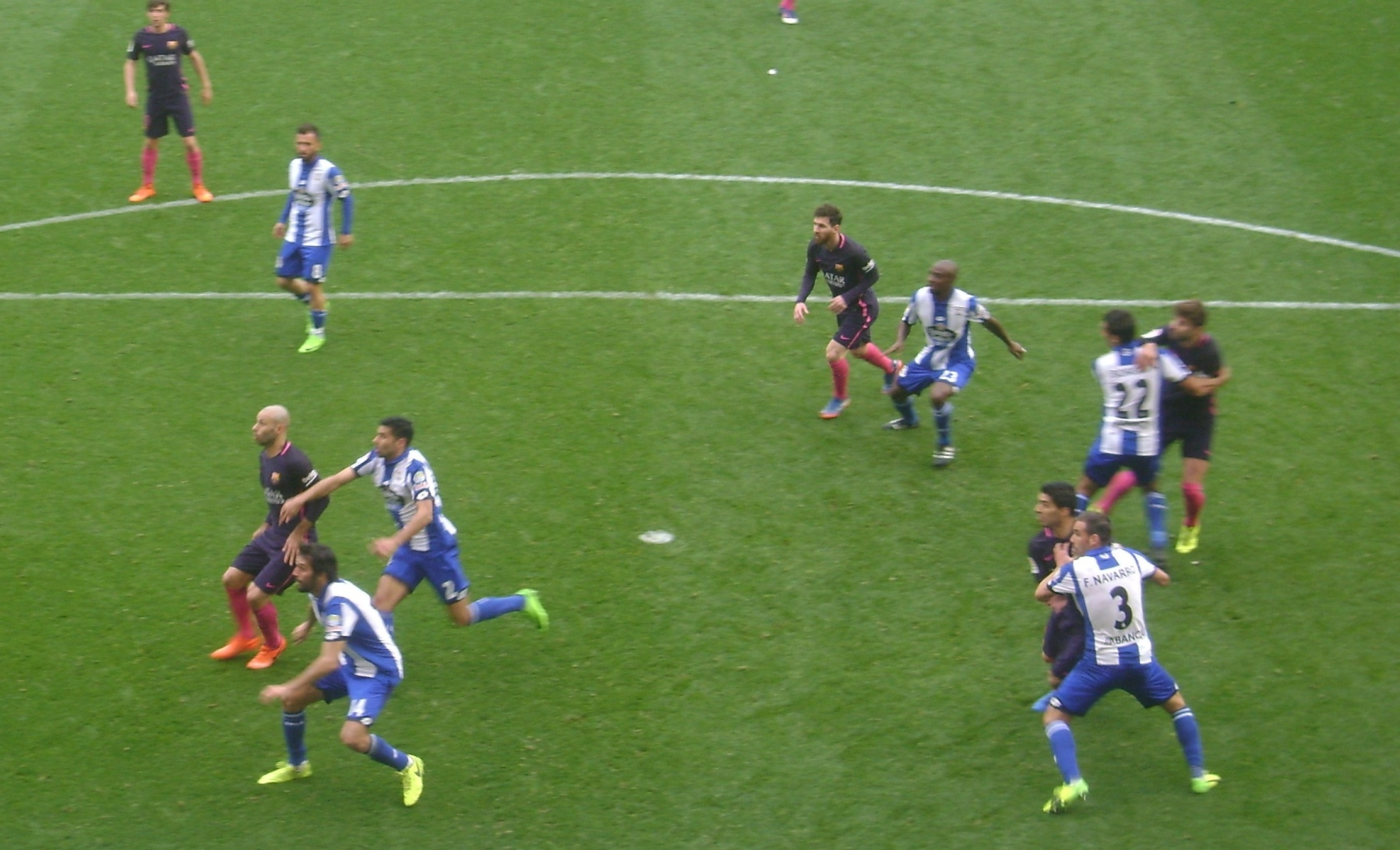
Deportivo de La Coruña vs. FC Barcelone.

Le nombre d'équipes participant au championnat de Primera División augmente progressivement et passe de 10 équipes au cours de la première saison 1928-1929, à 12 équipes en 1934, 14 équipes en 1941, 16 équipes en 1950, 18 équipes en 1971 et 20 équipes en 1987. Durant les saisons 1995-1996 et 1996-1997, le nombre de clubs prenant part au championnat est temporairement augmenté à 22 à la suite de la réintégration de clubs ayant été dans un premier temps rétrogradés administrativement à cause de leur endettement.
Le classement du championnat est établi à l'issue d'une série de matchs aller-retour au cours de laquelle chaque club rencontre les autres équipes une fois à domicile et une fois à l'extérieur. La saison 1986-1987 fait exception à ce principe, le classement final étant déterminé après une deuxième phase qui consiste en trois mini-championnats regroupant respectivement les équipes classées dans le premier, le deuxième et le troisième tiers de la première phase de matchs aller-retour.
À l'issue de la saison, les quatre premiers au classement se qualifient pour la Ligue des champions de l'UEFA. Le cinquième et le vainqueur de la Coupe du Roi sont qualifiés pour la Ligue Europa. Le sixième se qualifie pour les barrages de la Ligue Europa Conférence.

## Trophées en propriété
Le champion de la Liga conserve le trophée pendant un an pour ensuite le donner au champion suivant. Après avoir rendu le trophée, les clubs champions ne peuvent exhiber dans leurs vitrines qu'une reproduction à échelle réduite du trophée original. Cependant, l'équipe qui parvient à remporter cinq championnats ou trois championnats d'affilée du même trophée peut le conserver définitivement ; alors commence un nouveau cycle avec un nouveau trophée. Le douzième trophée de la Liga se dispute à partir de la saison 2019-2020. Les onze premiers trophées sont répartis entre trois clubs de la façon suivante :
- Real Madrid, propriétaire de cinq trophées de la Liga, du troisième au septième (1953-1961, 1961-1964, 1964-1969, 1969-1979 et 1979-1988).
- FC Barcelone, propriétaire de cinq trophées de la Liga, le deuxième (1943-1953), huitième (1988-1993), neuvième (1993-2006), dixième (2006-2011) et onzième (2011-2019).
- Athletic Bilbao, propriétaire du premier trophée (1929-1943).

## Les clubs participants
63 clubs ont joué en première division du championnat d'Espagne mais seulement trois sont restés en première division depuis le début de la compétition : Athletic Bilbao, FC Barcelone et Real Madrid. Ces trois clubs et l'Osasuna sont les seuls qui continuent à être des entités sportives propriété de leurs abonnés (socios) et non des sociétés anonymes dont les propriétaires sont les actionnaires.
En plus des trois clubs qui n'ont jamais été relégués en deuxième division, il n'y a que six équipes qui ont toujours joué en première ou en deuxième division : Valence CF, Atlético de Madrid, Espanyol, Séville FC, Sporting de Gijón et Real Sociedad.[réf. nécessaire]

### Les stades
Le stade le plus ancien dans lequel joue une équipe de première division est El Molinón inauguré en 1908 dans lequel joue le Sporting de Gijón.
Le stade avec la plus grande superficie est celui du FC Barcelone, le stade catalan abritait un terrain de 110 mètres de longueur et de 72 mètres de largeur 
Le stade pouvant accueillir le plus de spectateurs est le Camp Nou du FC Barcelone avec une capacité maximale de 99 354 places.

## Statistiques
Le joueur le plus titré est l'espagnol Francisco Gento avec 12 championnats. L'entraîneur le plus titré est Miguel Muñoz (9).

### Joueurs les plus titrés
Mis à jour le 20 mai 2023.
| Nom                   | Titres | Editions                                                               | Club(s)      |
| --------------------- | ------ | ---------------------------------------------------------------------- | ------------ |
| Paco Gento            | 12     | 1954, 1955, 1957, 1958, 1961, 1962, 1963, 1964, 1965, 1967, 1968, 1969 | Real Madrid  |
| Lionel Messi          | 10     | 2005, 2006, 2009, 2010, 2011, 2013, 2015, 2016, 2018, 2019             | FC Barcelone |
| Pirri                 | 10     | 1965, 1967, 1968, 1969, 1972, 1975, 1976, 1978, 1979, 1980             | Real Madrid  |
| Andrés Iniesta        | 9      | 2005, 2006, 2009, 2010, 2011, 2013, 2015, 2016, 2018                   | FC Barcelone |
| José Antonio Camacho  | 9      | 1975, 1976, 1978, 1979, 1980, 1986, 1987, 1988, 1989                   | Real Madrid  |
| Carlos Santillana     | 9      | 1972, 1975, 1976, 1978, 1979, 1980, 1986, 1987, 1988                   | Real Madrid  |
| Sergio Busquets       | 9      | 2009, 2010, 2011, 2013, 2015, 2016, 2018, 2019, 2023                   | FC Barcelone |
| Gerard Piqué          | 9      | 2009, 2010, 2011, 2013, 2015, 2016, 2018, 2019, 2023                   | FC Barcelone |
| Xavi                  | 8      | 1999, 2005, 2006, 2009, 2010, 2011, 2013, 2015                         | FC Barcelone |
| Manuel Sanchis        | 8      | 1986, 1987, 1988, 1989, 1990, 1995, 1997, 2001                         | Real Madrid  |
| Miguel Angel Gonzalez | 8      | 1969, 1972, 1975, 1976, 1978, 1979, 1980, 1986                         | Real Madrid  |
| Alfredo Di Stéfano    | 8      | 1954, 1955, 1957, 1958, 1961, 1962, 1963, 1964                         | Real Madrid  |

En gras, les joueurs encore actifs dans le championnat espagnol.

### Meilleurs buteurs
Mis à jour le 1er décembre 2024.
| Class. | Nom                | Nbre de buts | Période   |
| ------ | ------------------ | ------------ | --------- |
| 1      | Lionel Messi       | 474          | 2004-2021 |
| 2      | Cristiano Ronaldo  | 311          | 2009-2018 |
| 3      | Telmo Zarra        | 251          | 1940-1955 |
| 4      | Karim Benzema      | 238          | 2009-2023 |
| 5      | Hugo Sánchez       | 234          | 1981-1994 |
| 6      | Raúl González      | 228          | 1994-2010 |
| 7      | Alfredo Di Stéfano | 227          | 1953-1966 |
| 8      | César Rodríguez    | 221          | 1939-1955 |
| 9      | Quini              | 219          | 1970-1987 |
| 10     | Pahiño             | 210          | 1943-1956 |

En gras, les joueurs encore actifs dans le championnat espagnol.

### Joueurs les plus capés
Mis à jour le 21 avril 2025.
| Class. | Nom                | Apparitions | Période               |
| ------ | ------------------ | ----------- | --------------------- |
| 1      | Joaquín            | 622         | 2001-2013 & 2015-2023 |
| 1      | Andoni Zubizarreta | 622         | 1981-1998             |
| 3      | Raúl García        | 609         | 2004-2024             |
| 4      | Raúl               | 550         | 1994-2010             |
| 5      | Eusebio Sacristán  | 543         | 1983-2002             |
| 6      | Francisco Buyo     | 542         | 1980-1997             |
| 7      | Sergio Ramos       | 536         | 2003-2021 & 2023-2024 |
| 8      | Antoine Griezmann  | 524         | 2009-                 |
| 9      | Manolo Sanchís     | 523         | 1983-2001             |
| 10     | Lionel Messi       | 520         | 2004-2021             |

L'entraîneur ayant participé au plus grand nombre de matchs de Liga est l'Espagnol Luis Aragonés (757).
En gras, les joueurs encore actifs dans le championnat espagnol.

### Autres records
- Pitus Prat est le premier buteur de l'histoire du championnat, à l'occasion d'un succès 3-2 de l'Español contre la Real Unión le 10 février 1929.
- Lionel Messi a remporté huit fois le trophée Pichichi de meilleur buteur. Il est le seul joueur à l'avoir gagné cinq fois consécutivement.
- Lionel Messi a remporté six fois le titre de meilleur passeur dans l'histoire de la Liga.
- Lionel Messi détient le record de buts marqués en une saison avec 50 buts lors de la saison 2011-2012.
- Lionel Messi détient le record de passes décisives en une saison avec 21 passes décisives lors de la saison 2019-2020.
- Antoine Griezmann, avec 521 matches, est le joueur étranger ayant joué le plus de matches dans l'histoire de la Liga au 29 mars 2025.
- Cristiano Ronaldo, lors de la saison 2011-2012, est le premier joueur de l'histoire, à avoir marqué au moins un but à chacune des 19 équipes du championnat[8].
- Lionel Messi, lors de la saison 2012-2013, est le seul joueur de l'histoire à avoir marqué au moins un but pendant dix-neuf journées de championnat consécutives[9], c'est-à-dire un tour complet de championnat.
- Seydou Keita, lors de la saison 2013-2014, inscrit le but le plus rapide de l'histoire du Championnat après seulement 7 secondes et 60 centièmes de jeu avec le Valence CF[10].
- Lionel Messi détient le record de triplés en une saison (8), Championnat d'Espagne de football 2011-2012
- Cristiano Ronaldo est le joueur ayant inscrit le plus de buts sur penalty de l'histoire du championnat d'Espagne avec 61 réalisations[11].
- Cristiano Ronaldo est le meilleur buteur de la tête de l'histoire de la Liga avec 47 buts.
- Lionel Messi est le seul joueur de l'histoire de la Liga ayant inscrit au moins 20 buts lors de 13 saisons de suite, de la saison 2008-2009 à la saison 2020-2021.
- Lionel Messi est le seul joueur de l’histoire du championnat d’Espagne à avoir marqué au moins 20 buts et à avoir fait au moins 20 passes décisives en une saison, saison 2019-2020.
- Lionel Messi est devenu le premier joueur de l’histoire du championnat d’Espagne à marquer plus de 10 buts au cours des 15 dernières compétitions, de la saison 2006-2007 à la saison 2020-2021.

## Palmarès
Bien que 62 clubs différents aient disputé le championnat d'Espagne de première division, seuls neuf d'entre eux sont parvenus à remporter le titre : Real Madrid (36 fois), FC Barcelone (28 fois), Atlético de Madrid (11 fois), Athletic Bilbao (8 fois), Valence CF (6 fois), Real Sociedad (2 fois), Real Betis (1 fois), Séville FC (1 fois) et Deportivo La Corogne (1 fois).

### Historique
| Édition                                                                                 | Saison    | Champion                 | Pts | Dauphin                | Pts | Troisième              | Pts | Meilleur gardien | Buts contre | Meilleur(s) buteur(s)                     | Buts |
| --------------------------------------------------------------------------------------- | --------- | ------------------------ | --- | ---------------------- | --- | ---------------------- | --- | ---------------- | ----------- | ----------------------------------------- | ---- |
| 1re                                                                                     | 1928-1929 | FC Barcelone (1)         | 25  | Real Madrid            | 23  | Athletic Bilbao        | 20  | Zamora           | 24          | Paco Bienzobas                            | 14   |
| 2e                                                                                      | 1929-1930 | Athletic Bilbao (1)      | 30  | FC Barcelone           | 23  | Arenas Guetxo          | 20  | Blasco           | 20          | Guillermo Gorostiza                       | 19   |
| 3e                                                                                      | 1930-1931 | Athletic Bilbao (2)      | 22  | Racing Santander       | 22  | Real Sociedad          | 22  | Zarraonaindía    | 27          | Bata                                      | 27   |
| 4e                                                                                      | 1931-1932 | Real Madrid (1)          | 28  | Athletic Bilbao        | 25  | FC Barcelone           | 24  | Zamora           | 15          | Guillermo Gorostiza                       | 12   |
| 5e                                                                                      | 1932-1933 | Real Madrid (2)          | 28  | Athletic Bilbao        | 26  | Espanyol Barcelone     | 22  | Zamora           | 17          | Manuel Olivares                           | 16   |
| 6e                                                                                      | 1933-1934 | Athletic Bilbao (3)      | 24  | Real Madrid            | 22  | Racing Santander       | 19  | Blasco           | 21          | Isidro Lángara                            | 27   |
| 7e                                                                                      | 1934-1935 | Real Betis (1)           | 34  | Real Madrid            | 33  | Real Oviedo            | 26  | Urquiaga         | 19          | Isidro Lángara                            | 26   |
| 8e                                                                                      | 1935-1936 | Athletic Bilbao (4)      | 31  | Real Madrid            | 29  | Real Oviedo            | 28  | Blasco           | 30          | Isidro Lángara                            | 27   |
| Non joué entre les saisons 1936-1937 et 1938-1939 à cause de la guerre civile espagnole |           |                          |     |                        |     |                        |     |                  |             |                                           |      |
| 9e                                                                                      | 1939-1940 | Atlético Aviación (1)    | 29  | Séville FC             | 28  | Athletic Bilbao        | 26  | Tabales          | 29          | Víctor Unamuno                            | 26   |
| 10e                                                                                     | 1940-1941 | Atlético Aviación (2)    | 33  | Athletic Bilbao        | 31  | Valence CF             | 27  | Echevarría       | 21          | Pruden                                    | 30   |
| 11e                                                                                     | 1941-1942 | Valence CF (1)           | 40  | Real Madrid            | 33  | Atlético Aviación      | 33  | Acuña            | 37          | Mundo                                     | 27   |
| 12e                                                                                     | 1942-1943 | Athletic Bilbao (5)      | 36  | Séville FC             | 33  | FC Barcelone           | 32  | Acuña            | 31          | Mariano Martín                            | 32   |
| 13e                                                                                     | 1943-1944 | Valence CF (2)           | 40  | Atlético Aviación      | 34  | Séville FC             | 32  | Eizaguirre       | 32          | Mundo                                     | 27   |
| 14e                                                                                     | 1944-1945 | FC Barcelone (2)         | 39  | Real Madrid            | 38  | Atlético Aviación      | 31  | Eizaguirre       | 28          | Telmo Zarraonaindia                       | 19   |
| 15e                                                                                     | 1945-1946 | Séville FC (1)           | 36  | FC Barcelone           | 35  | Athletic Bilbao        | 33  | Bañón            | 29          | Telmo Zarraonaindia                       | 24   |
| 16e                                                                                     | 1946-1947 | Valence CF (3)           | 34  | Athletic Bilbao        | 34  | Atlético de Madrid     | 32  | Lezama           | 29          | Telmo Zarraonaindia                       | 34   |
| 17e                                                                                     | 1947-1948 | FC Barcelone (3)         | 37  | Valence CF             | 34  | Atlético de Madrid     | 33  | Velasco          | 31          | Pahiño                                    | 23   |
| 18e                                                                                     | 1948-1949 | FC Barcelone (4)         | 37  | Valence CF             | 35  | Real Madrid            | 34  | Domingo          | 28          | César Rodríguez                           | 28   |
| 19e                                                                                     | 1949-1950 | Atlético de Madrid (3)   | 33  | Deportivo La Corogne   | 32  | Valence CF             | 31  | Acuña            | 29          | Telmo Zarraonaindia                       | 25   |
| 20e                                                                                     | 1950-1951 | Atlético de Madrid (4)   | 40  | Séville FC             | 38  | Valence CF             | 37  | Acuña            | 36          | Telmo Zarraonaindia                       | 38   |
| 21e                                                                                     | 1951-1952 | FC Barcelone (5)         | 43  | Athletic Bilbao        | 40  | Real Madrid            | 38  | Ramallets        | 40          | Pahiño                                    | 28   |
| 22e                                                                                     | 1952-1953 | FC Barcelone (6)         | 42  | Valence CF             | 40  | Real Madrid            | 39  | Domingo          | 34          | Telmo Zarraonaindia                       | 24   |
| 23e                                                                                     | 1953-1954 | Real Madrid (3)          | 40  | FC Barcelone           | 36  | Valence CF             | 34  | Otero            | 35          | Alfredo Di Stéfano                        | 27   |
| 24e                                                                                     | 1954-1955 | Real Madrid (4)          | 46  | FC Barcelone           | 41  | Athletic Bilbao        | 39  | Alonso           | 24          | Juan Arza                                 | 28   |
| 25e                                                                                     | 1955-1956 | Athletic Bilbao (6)      | 48  | FC Barcelone           | 47  | Real Madrid            | 38  | Ramallets        | 24          | Alfredo Di Stéfano                        | 24   |
| 26e                                                                                     | 1956-1957 | Real Madrid (5)          | 44  | Séville FC             | 39  | FC Barcelone           | 39  | Ramallets        | 35          | Alfredo Di Stéfano                        | 31   |
| 27e                                                                                     | 1957-1958 | Real Madrid (6)          | 45  | Atlético de Madrid     | 42  | FC Barcelone           | 38  | Goyo             | 28          | Manuel Badenes Alfredo Di Stéfano Ricardo | 19   |
| 28e                                                                                     | 1958-1959 | FC Barcelone (7)         | 51  | Real Madrid            | 47  | Athletic Bilbao        | 36  | Ramallets        | 23          | Alfredo Di Stéfano                        | 23   |
| 29e                                                                                     | 1959-1960 | FC Barcelone (8)         | 46  | Real Madrid            | 46  | Athletic Bilbao        | 39  | Ramallets        | 24          | Ferenc Puskás                             | 26   |
| 30e                                                                                     | 1960-1961 | Real Madrid (7)          | 52  | Atlético de Madrid     | 40  | Real Saragosse         | 33  | Vicente          | 25          | Ferenc Puskás                             | 27   |
| 31e                                                                                     | 1961-1962 | Real Madrid (8)          | 43  | FC Barcelone           | 40  | Atlético de Madrid     | 36  | Araquistáin      | 19          | Juan Seminario                            | 25   |
| 32e                                                                                     | 1962-1963 | Real Madrid (9)          | 49  | Atlético de Madrid     | 37  | Real Oviedo            | 33  | Vicente          | 26          | Ferenc Puskás                             | 26   |
| 33e                                                                                     | 1963-1964 | Real Madrid (10)         | 46  | FC Barcelone           | 42  | Real Betis             | 37  | Vicente          | 10          | Ferenc Puskás                             | 20   |
| 34e                                                                                     | 1964-1965 | Real Madrid (11)         | 47  | Atlético de Madrid     | 43  | Real Saragosse         | 40  | Betancort        | 15          | Cayetano Ré                               | 25   |
| 35e                                                                                     | 1965-1966 | Atlético de Madrid (5)   | 44  | Real Madrid            | 43  | FC Barcelone           | 38  | Pesudo           | 15          | Vavá                                      | 19   |
| 36e                                                                                     | 1966-1967 | Real Madrid (12)         | 47  | FC Barcelone           | 42  | Espanyol Barcelone     | 37  | Betancort        | 15          | Waldo                                     | 24   |
| 37e                                                                                     | 1967-1968 | Real Madrid (13)         | 42  | FC Barcelone           | 39  | UD Las Palmas          | 38  | Junquera         | 19          | Fidel Uriarte                             | 22   |
| 38e                                                                                     | 1968-1969 | Real Madrid (14)         | 47  | UD Las Palmas          | 38  | FC Barcelone           | 36  | Sadurní          | 18          | Amancio José Eulogio Gárate               | 14   |
| 39e                                                                                     | 1969-1970 | Atlético de Madrid (6)   | 42  | Athletic Bilbao        | 41  | Séville FC             | 35  | Iríbar           | 20          | Amancio Luis Aragonés José Eulogio Gárate | 16   |
| 40e                                                                                     | 1970-1971 | Valence CF (4)           | 43  | FC Barcelone           | 43  | Atlético de Madrid     | 42  | Abelardo         | 19          | José Eulogio Gárate Carles Rexach         | 17   |
| 41e                                                                                     | 1971-1972 | Real Madrid (15)         | 47  | Valence CF             | 45  | FC Barcelone           | 43  | Deusto           | 17          | Enrique Porta                             | 20   |
| 42e                                                                                     | 1972-1973 | Atlético de Madrid (7)   | 48  | FC Barcelone           | 46  | Espanyol Barcelone     | 45  | Reina            | 21          | Marianín                                  | 19   |
| 43e                                                                                     | 1973-1974 | FC Barcelone (9)         | 50  | Atlético de Madrid     | 42  | Real Saragosse         | 40  | Sadurní          | 22          | Quini                                     | 20   |
| 44e                                                                                     | 1974-1975 | Real Madrid (16)         | 50  | Real Saragosse         | 38  | FC Barcelone           | 37  | Sadurní          | 19          | Carlos                                    | 19   |
| 45e                                                                                     | 1975-1976 | Real Madrid (17)         | 48  | FC Barcelone           | 43  | Atlético de Madrid     | 42  | Miguel Ángel     | 23          | Quini                                     | 18   |
| 46e                                                                                     | 1976-1977 | Atlético de Madrid (8)   | 46  | FC Barcelone           | 45  | Athletic Bilbao        | 38  | Reina            | 29          | Mario Kempes                              | 24   |
| 47e                                                                                     | 1977-1978 | Real Madrid (18)         | 47  | FC Barcelone           | 41  | Athletic Bilbao        | 40  | Artola           | 23          | Mario Kempes                              | 28   |
| 48e                                                                                     | 1978-1979 | Real Madrid (19)         | 47  | Real Sporting de Gijón | 43  | Atlético de Madrid     | 41  | Manzanedo        | 23          | Hans Krankl                               | 29   |
| 49e                                                                                     | 1979-1980 | Real Madrid (20)         | 53  | Real Sociedad          | 52  | Real Sporting de Gijón | 39  | Arconada         | 20          | Quini                                     | 24   |
| 50e                                                                                     | 1980-1981 | Real Sociedad (1)        | 45  | Real Madrid            | 45  | Atlético de Madrid     | 42  | Arconada         | 29          | Quini                                     | 20   |
| 51e                                                                                     | 1981-1982 | Real Sociedad (2)        | 47  | FC Barcelone           | 45  | Real Madrid            | 44  | Arconada         | 33          | Quini                                     | 26   |
| 52e                                                                                     | 1982-1983 | Athletic Bilbao (7)      | 50  | Real Madrid            | 49  | Atlético de Madrid     | 46  | Agustín          | 22          | Hipólito Rincón                           | 20   |
| 53e                                                                                     | 1983-1984 | Athletic Bilbao (8)      | 49  | Real Madrid            | 49  | FC Barcelone           | 48  | Urruti           | 26          | Jorge da Silva Juanito                    | 17   |
| 54e                                                                                     | 1984-1985 | FC Barcelone (10)        | 53  | Atlético de Madrid     | 43  | Athletic Bilbao        | 41  | Ablanedo         | 22          | Hugo Sánchez                              | 19   |
| 55e                                                                                     | 1985-1986 | Real Madrid (21)         | 56  | FC Barcelone           | 45  | Athletic Bilbao        | 43  | Ablanedo         | 27          | Hugo Sánchez                              | 22   |
| 56e                                                                                     | 1986-1987 | Real Madrid (22)         | 66  | FC Barcelone           | 63  | Espanyol Barcelone     | 51  | Zubizarreta      | 29          | Hugo Sánchez                              | 34   |
| 57e                                                                                     | 1987-1988 | Real Madrid (23)         | 62  | Real Sociedad          | 51  | Atlético de Madrid     | 48  | Buyo             | 23          | Hugo Sánchez                              | 29   |
| 58e                                                                                     | 1988-1989 | Real Madrid (24)         | 62  | FC Barcelone           | 57  | Valence CF             | 49  | Ochotorena       | 25          | Baltazar                                  | 35   |
| 59e                                                                                     | 1989-1990 | Real Madrid (25)         | 62  | Valence CF             | 53  | FC Barcelone           | 51  | Ablanedo         | 25          | Hugo Sánchez                              | 38   |
| 60e                                                                                     | 1990-1991 | FC Barcelone (11)        | 57  | Atlético de Madrid     | 47  | Real Madrid            | 46  | Abel             | 17          | Emilio Butragueño                         | 19   |
| 61e                                                                                     | 1991-1992 | FC Barcelone (12)        | 55  | Real Madrid            | 54  | Atlético de Madrid     | 53  | Buyo             | 27          | Manolo                                    | 27   |
| 62e                                                                                     | 1992-1993 | FC Barcelone (13)        | 58  | Real Madrid            | 57  | Deportivo La Corogne   | 54  | Liaño Cañizares  | 31          | Bebeto                                    | 29   |
| 63e                                                                                     | 1993-1994 | FC Barcelone (14)        | 56  | Deportivo La Corogne   | 56  | Real Saragosse         | 46  | Liaño            | 18          | Romário                                   | 30   |
| 64e                                                                                     | 1994-1995 | Real Madrid (26)         | 55  | Deportivo La Corogne   | 51  | Real Betis             | 46  | Jaro             | 25          | Iván Zamorano                             | 27   |
| 65e                                                                                     | 1995-1996 | Atlético de Madrid (9)   | 87  | Valence CF             | 83  | FC Barcelone           | 80  | Molina           | 32          | Juan Antonio Pizzi                        | 31   |
| 66e                                                                                     | 1996-1997 | Real Madrid (27)         | 92  | FC Barcelone           | 90  | Deportivo La Corogne   | 77  | Songo'o          | 28          | Ronaldo                                   | 34   |
| 67e                                                                                     | 1997-1998 | FC Barcelone (15)        | 74  | Athletic Bilbao        | 65  | Real Sociedad          | 63  | Toni             | 31          | Christian Vieri                           | 24   |
| 68e                                                                                     | 1998-1999 | FC Barcelone (16)        | 79  | Real Madrid            | 68  | RCD Majorque           | 66  | Roa              | 29          | Raúl González                             | 25   |
| 69e                                                                                     | 1999-2000 | Deportivo La Corogne (1) | 69  | FC Barcelone           | 64  | Valence CF             | 64  | Herrera          | 37          | Salva Ballesta                            | 27   |
| 70e                                                                                     | 2000-2001 | Real Madrid (28)         | 80  | Deportivo La Corogne   | 73  | RCD Majorque           | 71  | Cañizares        | 34          | Raúl González                             | 24   |
| 71e                                                                                     | 2001-2002 | Valence CF (5)           | 75  | Deportivo La Corogne   | 68  | Real Madrid            | 66  | Cañizares        | 23          | Diego Tristán                             | 21   |
| 72e                                                                                     | 2002-2003 | Real Madrid (29)         | 78  | Real Sociedad          | 76  | Deportivo La Corogne   | 72  | Cavallero        | 27          | Roy Makaay                                | 29   |
| 73e                                                                                     | 2003-2004 | Valence CF (6)           | 77  | FC Barcelone           | 72  | Deportivo La Corogne   | 71  | Cañizares        | 25          | Ronaldo                                   | 24   |
| 74e                                                                                     | 2004-2005 | FC Barcelone (17)        | 84  | Real Madrid            | 80  | Villarreal CF          | 65  | Valdés           | 25          | Diego Forlán                              | 25   |
| 75e                                                                                     | 2005-2006 | FC Barcelone (18)        | 82  | Real Madrid            | 70  | Valence CF             | 69  | Pinto            | 28          | Samuel Eto'o                              | 26   |
| 76e                                                                                     | 2006-2007 | Real Madrid (30)         | 76  | FC Barcelone           | 76  | Séville FC             | 71  | Abbondanzieri    | 30          | Ruud van Nistelrooy                       | 25   |
| 77e                                                                                     | 2007-2008 | Real Madrid (31)         | 85  | Villarreal CF          | 77  | FC Barcelone           | 67  | Casillas         | 32          | Daniel Güiza                              | 27   |
| 78e                                                                                     | 2008-2009 | FC Barcelone (19)        | 87  | Real Madrid            | 78  | Séville FC             | 70  | Valdés           | 31          | Diego Forlán                              | 32   |
| 79e                                                                                     | 2009-2010 | FC Barcelone (20)        | 99  | Real Madrid            | 96  | Valence CF             | 71  | Valdés           | 24          | Lionel Messi                              | 34   |
| 80e                                                                                     | 2010-2011 | FC Barcelone (21)        | 96  | Real Madrid            | 92  | Valence CF             | 71  | Valdés           | 21          | Cristiano Ronaldo                         | 40   |
| 81e                                                                                     | 2011-2012 | Real Madrid (32)         | 100 | FC Barcelone           | 91  | Valence CF             | 61  | Valdés           | 28          | Lionel Messi                              | 50   |
| 82e                                                                                     | 2012-2013 | FC Barcelone (22)        | 100 | Real Madrid            | 85  | Atlético de Madrid     | 76  | Courtois         | 28          | Lionel Messi                              | 46   |
| 83e                                                                                     | 2013-2014 | Atlético de Madrid (10)  | 90  | FC Barcelone           | 87  | Real Madrid            | 87  | Courtois         | 23          | Cristiano Ronaldo                         | 31   |
| 84e                                                                                     | 2014-2015 | FC Barcelone (23)        | 94  | Real Madrid            | 92  | Atlético de Madrid     | 78  | Bravo            | 19          | Cristiano Ronaldo                         | 48   |
| 85e                                                                                     | 2015-2016 | FC Barcelone (24)        | 91  | Real Madrid            | 90  | Atlético de Madrid     | 88  | Oblak            | 18          | Luis Suárez                               | 40   |
| 86e                                                                                     | 2016-2017 | Real Madrid (33)         | 93  | FC Barcelone           | 90  | Atlético de Madrid     | 78  | Oblak            | 21          | Lionel Messi                              | 37   |
| 87e                                                                                     | 2017-2018 | FC Barcelone (25)        | 93  | Atlético de Madrid     | 79  | Real Madrid            | 76  | Oblak            | 22          | Lionel Messi                              | 34   |
| 88e                                                                                     | 2018-2019 | FC Barcelone (26)        | 87  | Atlético de Madrid     | 76  | Real Madrid            | 68  | Oblak            | 27          | Lionel Messi                              | 36   |
| 89e                                                                                     | 2019-2020 | Real Madrid (34)         | 87  | FC Barcelone           | 82  | Atlético de Madrid     | 70  | Courtois         | 20          | Lionel Messi                              | 25   |
| 90e                                                                                     | 2020-2021 | Atlético de Madrid (11)  | 86  | Real Madrid            | 84  | FC Barcelone           | 79  | Oblak            | 25          | Lionel Messi                              | 30   |
| 91e                                                                                     | 2021-2022 | Real Madrid (35)         | 86  | FC Barcelone           | 73  | Atlético de Madrid     | 71  | Yassine Bounou   | 24          | Karim Benzema                             | 27   |
| 92e                                                                                     | 2022-2023 | FC Barcelone (27)        | 88  | Real Madrid            | 78  | Atlético de Madrid     | 77  | ter Stegen       | 18          | Robert Lewandowski                        | 23   |
| 93e                                                                                     | 2023-2024 | Real Madrid (36)         | 95  | FC Barcelone           | 85  | Girona FC              | 81  | Unai Simón       | 33          | Artem Dovbyk                              | 24   |
| 94e                                                                                     | 2024-2025 | FC Barcelone (28)        | 88  | Real Madrid            | 84  | Atlético de Madrid     | 76  | Jan Oblak        | 30          | Kylian Mbappé                             | 31   |
| Édition                                                                                 | Saison    | Champion                 | Pts | Dauphin                | Pts | Troisième              | Pts | Meilleur gardien | Buts contre | Meilleur(s) buteur(s)                     | Buts |

### Bilan par club
|   | Clubs                | Titres | Années |
| - | -------------------- | ------ | --- |
| 1 | Real Madrid          | 36     | 1932, 1933, 1954, 1955, 1957, 1958, 1961, 1962, 1963, 1964, 1965, 1967, 1968, 1969, 1972, 1975, 1976, 1978, 1979, 1980, 1986, 1987, 1988, 1989, 1990, 1995, 1997, 2001, 2003, 2007, 2008, 2012, 2017, 2020, 2022, 2024 |
| 2 | FC Barcelone         | 28     | 1929, 1945, 1948, 1949, 1952, 1953, 1959, 1960, 1974, 1985, 1991, 1992, 1993, 1994, 1998, 1999, 2005, 2006, 2009, 2010, 2011, 2013, 2015, 2016, 2018, 2019, 2023, 2025                                                 |
| 3 | Atlético de Madrid   | 11     | 1940, 1941, 1950, 1951, 1966, 1970, 1973, 1977, 1996, 2014, 2021 |
| 4 | Athletic Bilbao      | 8      | 1930, 1931, 1934, 1936, 1943, 1956, 1983, 1984 |
| 5 | Valence CF           | 6      | 1942, 1944, 1947, 1971, 2002, 2004 |
| 6 | Real Sociedad        | 2      | 1981, 1982 |
| 7 | Real Betis           | 1      | 1935 |
| 7 | Séville FC           | 1      | 1946 |
| 7 | Deportivo La Corogne | 1      | 2000 |

### Records
- Record de titres consécutifs en Liga : Real Madrid 5 (1961-1965 et 1986-1990).
- Record de points en une saison : Real Madrid et FC Barcelone, 100 points, saison 2011-2012 et saison 2012-2013.
- Record de victoires en une saison : Real Madrid et FC Barcelone, 32 victoires en 38 matchs, saison 2011-2012 et saison 2012-2013.
- Record de victoires à domicile : FC Barcelone 18 victoires (sur 19 possibles), saison 2009-2010 et saison 2012-2013.
- Record de victoires à l'extérieur : Real Madrid 16 victoires (sur 19 possibles), saison 2011-2012.
- Record de points en phase aller : FC Barcelone, 55 points (sur 57 possibles), saison 2012-2013.
- Record de points en phase retour : Real Madrid, 52 points (sur 57 possibles), saison 2009-2010.
- Record de buts dans l'histoire de la Liga : FC Barcelone, 6151 buts en date du 23 février 2020[12].
- Record de buts marqués en une saison : Real Madrid, 121 buts, saison 2011-2012.
- Record de buts marqués en phase aller : Real Madrid, 67 buts, saison 2011-2012.
- Record de buts marqués en phase retour : FC Barcelone, 62 buts, saison 2014-2015.
- Record de différence de buts en une saison : Real Madrid, 121 buts marqués, 32 buts encaissés, + 89, saison 2011-2012 et FC Barcelone, 110 buts marqués, 21 buts encaissés, + 89, saison 2014-2015.
- Journées consécutives en tête du championnat : 59 journées, FC Barcelone, saison 2012-2013 et saison 2013-2014[13].
- Record d'invincibilité : 43 journées de suite sans défaite sur deux saisons consécutives, FC Barcelone, saison 2016-2017 et saison 2017-2018[14].
- Record d'invincibilité sur une seule saison : 36 journées, FC Barcelone, saison 2017-2018.
- Record de points d'écart entre le premier et le deuxième : 15 points entre le champion FC Barcelone et le deuxième Real Madrid, saison 2012-2013[15].
- Équipe ayant marqué pendant le plus grand nombre de journées consécutives :FC Barcelone (18 matchs en 2011-12, 38 en 2012-13 et 8 en 2013-14).
- Record de minutes sans encaisser un but : 1 275 minutes, Atlético de Madrid, saison 1990-1991.
- Équipe ayant remporté le plus de doublés Championnat/Coupe d'Espagne : FC Barcelone, huit doublés.
- Lionel Messi a joué son 450e match en Liga le 27 avril 2019, et a porté son total à 417 buts en championnat, un record.
- Lionel Messi est le joueur qui a remporté le plus de fois le trophée de meilleur buteur du championnat, huit fois. Il est aussi le joueur qui a remporté ce trophée le plus de fois consécutivement : cinq fois.
- Lionel Messi détient le record du nombre de buts marqués en une saison : 50 buts (saison 2011-2012).
- Lionel Messi est le seul joueur à avoir marqué 30 buts ou plus au cours de neuf saisons.
- Lionel Messi est le joueur qui a remporté le plus de matches en Liga : 338 victoires, en date du 27 avril 2019.
- Cristiano Ronaldo, avec 17 buts après 10 journées est le record du meilleur démarrage d'un attaquant dans le championnat espagnol.
- Lionel Messi a inscrit le 22 février 2020 son 36e triplé en Liga, un record.
- Karim Benzema détient le record du nombre de buts inscrits par un Français dans le championnat avec son but lors de la 34e journée le 20 avril 2016.
- Le Real Madrid détient le record du nombre de buts marqués à l'extérieur en une saison de Liga. Avec 53 en 19 rencontres, saison 2014-2015.
- Luka Romero (RCD Majorque) est le plus jeune joueur de l'histoire (15 ans, 219 jours) à avoir disputé un match de Liga depuis la saison 2019-2020. Il fait mieux que Sansón (Celta de Vigo) qui détenait le record depuis la saison 1939-1940 (15 ans, 255 jours).
- Lamine Yamal (FC Barcelone) est le plus jeune joueur à avoir marqué un but en Liga à l'âge de 16 ans et 87 jours[16].

## Transferts
| Rang | Joueurs           | Indemnité | Provenance                        | Année |
| ---- | ----------------- | --------- | --------------------------------- | ----- |
| 1er  | Ousmane Dembélé   | 135 M€    | Borussia Dortmund → FC Barcelone  | 2017  |
| 1er  | Philippe Coutinho | 135 M€    | Liverpool FC → FC Barcelone       | 2018  |
| 3e   | João Félix        | 127,20 M€ | SL Benfica → Atlético de Madrid   | 2019  |
| 4e   | Antoine Griezmann | 120 M€    | Atlético de Madrid → FC Barcelone | 2019  |
| 5e   | Eden Hazard       | 115 M€    | Chelsea FC → Real Madrid          | 2019  |
| 6e   | Jude Bellingham   | 103 M€    | Borussia Dortmund → Real Madrid   | 2023  |
| 7e   | Gareth Bale       | 101 M€    | Tottenham Hotspur → Real Madrid   | 2013  |
| 8e   | Cristiano Ronaldo | 94 M€     | Manchester United → Real Madrid   | 2009  |
| 9e   | Neymar            | 88 M€     | Santos FC → FC Barcelone          | 2013  |
| 10e  | Frenkie de Jong   | 86 M€     | Ajax Amsterdam → FC Barcelone     | 2019  |

| Rang | Joueurs           | Indemnité | Destination                        | Année |
| ---- | ----------------- | --------- | ---------------------------------- | ----- |
| 1er  | Neymar            | 222 M€    | FC Barcelone → Paris Saint-Germain | 2017  |
| 2e   | Antoine Griezmann | 120 M€    | Atlético de Madrid → FC Barcelone  | 2019  |
| 3e   | Cristiano Ronaldo | 117 M€    | Real Madrid → Juventus Turin       | 2018  |
| 4e   | Arthur            | 80,60 M€  | FC Barcelone → Juventus Turin      | 2020  |
| 5e   | Kepa Arrizabalaga | 80 M€     | Athletic Bilbao → Chelsea FC       | 2018  |
| 5e   | Lucas Hernández   | 80 M€     | Atlético de Madrid → Bayern Munich | 2019  |
| 7e   | Ángel Di María    | 75 M€     | Real Madrid → Manchester United    | 2014  |
| 8e   | Casemiro          | 70,65 M€  | Real Madrid → Manchester United    | 2020  |
| 9e   | Rodri             | 70 M€     | Atletico Madrid → Manchester City  | 2019  |
| 9e   | Alexander Isak    | 70 M€     | Real Sociedad → Newcastle United   | 2022  |

## Le championnat espagnol en Europe

### Rang UEFA
Le tableau suivant récapitule le classement du championnat d'Espagne au coefficient UEFA depuis 1960 :
| 1960 | 1961 | 1962 | 1963 | 1964 | 1965 | 1966 | 1967 | 1968 | 1969 | 1970 | 1971 | 1972 | 1973 | 1974 | 1975 | 1976 | 1977 | 1978 | 1979 |
| ---- | ---- | ---- | ---- | ---- | ---- | ---- | ---- | ---- | ---- | ---- | ---- | ---- | ---- | ---- | ---- | ---- | ---- | ---- | ---- |
| 1    | 1    | 1    | 1    | 1    | 1    | 1    | 2    | 3    | 5    | 6    | 9    | 10   | 10   | 12   | 8    | 10   | 5    | 6    | 5    |
| 1980 | 1981 | 1982 | 1983 | 1984 | 1985 | 1986 | 1987 | 1988 | 1989 | 1990 | 1991 | 1992 | 1993 | 1994 | 1995 | 1996 | 1997 | 1998 | 1999 |
| 4    | 3    | 4    | 2    | 3    | 8    | 5    | 4    | 4    | 3    | 3    | 3    | 3    | 4    | 5    | 4    | 3    | 2    | 3    | 2    |
| 2000 | 2001 | 2002 | 2003 | 2004 | 2005 | 2006 | 2007 | 2008 | 2009 | 2010 | 2011 | 2012 | 2013 | 2014 | 2015 | 2016 | 2017 | 2018 | 2019 |
| 1    | 1    | 1    | 1    | 1    | 1    | 1    | 1    | 2    | 2    | 2    | 2    | 2    | 1    | 1    | 1    | 1    | 1    | 1    | 1    |
| 2020 | 2021 | 2022 | 2023 | 2024 | 2025 | 2026 | 2027 | 2028 | 2029 | 2030 | 2031 | 2032 | 2033 | 2034 | 2035 | 2036 | 2037 | 2038 | 2039 |
| 1    | 2    | 2    | 2    | 3    | 3    |      |      |      |      |      |      |      |      |      |      |      |      |      |      |

- Premier
- Deuxième
- Troisième

Le tableau suivant affiche le coefficient actuel du championnat espagnol.
| Rang | Pays       | 2020-2021 | 2021-2022 | 2022-2023 | 2023-2024 | 2024-2025 | Coefficient |
| ---- | ---------- | --------- | --------- | --------- | --------- | --------- | ----------- |
| 1    | Angleterre | 24,357    | 21,000    | 23,000    | 17,375    | 29,464    | 115,196     |
| 2    | Italie     | 16,285    | 15,714    | 22,357    | 21,000    | 21,875    | 97,231      |
| 3    | Espagne    | 19,500    | 18,428    | 16,571    | 16,062    | 23,892    | 94,453      |
| 4    | Allemagne  | 15,214    | 16,214    | 17,125    | 19,357    | 18,421    | 86,331      |
| 5    | France     | 7,916     | 18,416    | 12,583    | 16,250    | 17,928    | 73,093      |

### Coefficient UEFA des clubs
| Rang | Club            | 2020-2021 | 2021-2022 | 2022-2023 | 2023-2024 | 2024-2025 | Coefficient |
| ---- | --------------- | --------- | --------- | --------- | --------- | --------- | ----------- |
| 1    | Real Madrid     | 26,000    | 30,000    | 29,000    | 34,000    | 24,500    | 143,500     |
| 10   | FC Barcelone    | 20,000    | 15,000    | 9,000     | 23,000    | 36,250    | 103,250     |
| 14   | Atlético Madrid | 16,000    | 19,000    | 8,000     | 24,000    | 26,500    | 93,500      |
| 17   | Villarreal CF   | 30,000    | 24,000    | 12,000    | 16,000    | -         | 82,000      |
| 32   | Real Sociedad   | 8,000     | 9,000     | 16,000    | 18,000    | 14,000    | 65,000      |
| 36   | Séville FC      | 19,000    | 12,000    | 21,000    | 6,000     | -         | 58,000      |
| 40   | Real Betis      | -         | 11,000    | 16,000    | 6,000     | 19,250    | 52,250      |
| 75   | Athletic Bilbao | -         | -         | -         | -         | 26,750    | 26,750      |

### Palmarès des clubs espagnols en Coupes d'Europe
| Année | Ligue des champions / Coupe des clubs champions européens | Coupe du monde des clubs / Challenge UEFA-CONMEBOL / Coupe intercontinentale | Ligue Europa / Coupe UEFA | Coupe des vainqueurs de coupe (1961-1999) | Supercoupe d'Europe | Coupe Intertoto (1995-2008) / Ligue Conférence |
| ----- | --------------------------------------------------------- | ---------------------------------------------------------------------------- | ------------------------- | ----------------------------------------- | ------------------- | ---------------------------------------------- |
| 1956  | Real Madrid                                               |                                                                              |                           |                                           |                     |                                                |
| 1957  | Real Madrid                                               |                                                                              |                           |                                           |                     |                                                |
| 1958  | Real Madrid                                               |                                                                              |                           |                                           |                     |                                                |
| 1959  | Real Madrid                                               |                                                                              |                           |                                           |                     |                                                |
| 1960  | Real Madrid                                               | Real Madrid                                                                  |                           |                                           |                     |                                                |
| 1961  | FC Barcelone                                              |                                                                              |                           |                                           |                     |                                                |
| 1962  | Real Madrid                                               |                                                                              |                           | Atlético de Madrid                        |                     |                                                |
| 1963  |                                                           |                                                                              |                           | Atlético de Madrid                        |                     |                                                |
| 1964  | Real Madrid                                               |                                                                              |                           |                                           |                     |                                                |
| 1966  | Real Madrid                                               | Real Madrid                                                                  |                           |                                           |                     |                                                |
| 1969  |                                                           |                                                                              |                           | FC Barcelone                              |                     |                                                |
| 1971  |                                                           |                                                                              |                           | Real Madrid                               |                     |                                                |
| 1974  | Atlético de Madrid                                        | Atlético de Madrid                                                           |                           |                                           |                     |                                                |
| 1977  |                                                           |                                                                              | Athletic Bilbao           |                                           |                     |                                                |
| 1979  |                                                           |                                                                              |                           | FC Barcelone                              | FC Barcelone        |                                                |
| 1980  |                                                           |                                                                              |                           | Valence CF                                | Valence CF          |                                                |
| 1981  | Real Madrid                                               |                                                                              |                           |                                           |                     |                                                |
| 1982  |                                                           |                                                                              |                           | FC Barcelone                              | FC Barcelone        |                                                |
| 1983  |                                                           |                                                                              |                           | Real Madrid                               |                     |                                                |
| 1985  |                                                           |                                                                              | Real Madrid               |                                           |                     |                                                |
| 1986  | FC Barcelone                                              |                                                                              | Real Madrid               | Atlético de Madrid                        |                     |                                                |
| 1988  |                                                           |                                                                              | Espanyol Barcelone        |                                           |                     |                                                |
| 1989  |                                                           |                                                                              |                           | FC Barcelone                              | FC Barcelone        |                                                |
| 1991  |                                                           |                                                                              |                           | FC Barcelone                              |                     |                                                |
| 1992  | FC Barcelone                                              | FC Barcelone                                                                 |                           |                                           | FC Barcelone        |                                                |
| 1994  | FC Barcelone                                              |                                                                              |                           |                                           |                     |                                                |
| 1995  |                                                           |                                                                              |                           | Real Saragosse                            | Real Saragosse      |                                                |
| 1997  |                                                           |                                                                              |                           | FC Barcelone                              | FC Barcelone        |                                                |
| 1998  | Real Madrid                                               | Real Madrid                                                                  |                           |                                           | Real Madrid         | Valence CF                                     |
| 1999  |                                                           |                                                                              |                           | RCD Majorque                              |                     |                                                |
| 2000  | Real Madrid                                               | Real Madrid                                                                  |                           |                                           | Real Madrid         | Celta Vigo                                     |
| 2000  | Valence CF                                                | Real Madrid                                                                  |                           |                                           | Real Madrid         | Celta Vigo                                     |
| 2001  | Valence CF                                                |                                                                              | Deportivo Alavés          |                                           |                     |                                                |
| 2002  | Real Madrid                                               | Real Madrid                                                                  |                           |                                           | Real Madrid         | Málaga CF                                      |
| 2002  | Real Madrid                                               | Real Madrid                                                                  | Villarreal CF             |                                           | Real Madrid         |                                                |
| 2003  |                                                           |                                                                              |                           |                                           |                     | Villarreal CF                                  |
| 2004  |                                                           |                                                                              | Valence CF                |                                           | Valence CF          | Villarreal CF                                  |
| 2004  |                                                           |                                                                              | Valence CF                | Atlético de Madrid                        | Valence CF          |                                                |
| 2005  |                                                           |                                                                              |                           |                                           |                     | Deportivo La Corogne                           |
| 2005  |                                                           |                                                                              |                           |                                           | Valence CF          |                                                |
| 2006  | FC Barcelone                                              | FC Barcelone                                                                 | Séville FC                |                                           | Séville FC          |                                                |
| 2006  | FC Barcelone                                              | FC Barcelone                                                                 | Séville FC                | FC Barcelone                              |                     |                                                |
| 2007  |                                                           |                                                                              | Séville FC                |                                           | Séville FC          | Atlético de Madrid                             |
| 2007  |                                                           | Espanyol Barcelone                                                           |                           |                                           | Séville FC          | Atlético de Madrid                             |
| 2009  | FC Barcelone                                              | FC Barcelone                                                                 |                           |                                           | FC Barcelone        |                                                |
| 2010  |                                                           |                                                                              | Atlético de Madrid        |                                           | Atlético de Madrid  |                                                |
| 2011  | FC Barcelone                                              | FC Barcelone                                                                 |                           |                                           | FC Barcelone        |                                                |
| 2012  |                                                           |                                                                              | Atlético de Madrid        |                                           | Atlético de Madrid  |                                                |
| 2012  |                                                           | Athletic Bilbao                                                              |                           |                                           | Atlético de Madrid  |                                                |
| 2014  | Real Madrid                                               | Real Madrid                                                                  | Séville FC                |                                           | Real Madrid         |                                                |
| 2014  | Atlético de Madrid                                        | Real Madrid                                                                  | Séville FC                |                                           | Séville FC          |                                                |
| 2015  | FC Barcelone                                              | FC Barcelone                                                                 | Séville FC                |                                           | FC Barcelone        |                                                |
| 2015  | FC Barcelone                                              | FC Barcelone                                                                 | Séville FC                | Séville FC                                |                     |                                                |
| 2016  | Real Madrid                                               | Real Madrid                                                                  | Séville FC                |                                           | Real Madrid         |                                                |
| 2016  | Atlético de Madrid                                        | Real Madrid                                                                  | Séville FC                |                                           | Séville FC          |                                                |
| 2017  | Real Madrid                                               | Real Madrid                                                                  |                           |                                           | Real Madrid         |                                                |
| 2018  | Real Madrid                                               | Real Madrid                                                                  | Atlético de Madrid        |                                           | Atlético de Madrid  |                                                |
| 2018  | Real Madrid                                               | Real Madrid                                                                  | Atlético de Madrid        | Real Madrid                               |                     |                                                |
| 2020  |                                                           |                                                                              | Séville FC                |                                           | Séville FC          |                                                |
| 2021  |                                                           |                                                                              | Villarreal CF             |                                           | Villarreal CF       |                                                |
| 2022  | Real Madrid                                               | Real Madrid                                                                  |                           |                                           | Real Madrid         |                                                |
| 2023  |                                                           | Séville FC                                                                   | Séville FC                |                                           | Séville FC          |                                                |
| 2024  | Real Madrid                                               | Real Madrid                                                                  |                           |                                           | Real Madrid         |                                                |
| 2025  |                                                           |                                                                              |                           |                                           |                     | Real Betis                                     |
| Année | Ligue des champions / Coupe des clubs champions européens | Coupe du monde des clubs / Challenge UEFA-CONMEBOL / Coupe intercontinentale | Ligue Europa / Coupe UEFA | Coupe des vainqueurs de coupe (1961-1999) | Supercoupe d'Europe | Coupe Intertoto (1995-2008) / Ligue Conférence |

- Vainqueur
- Finaliste

| Compétitions                                       | Titres | Clubs |
| -------------------------------------------------- | ------ | --- |
| Ligue des champions                                | 20     | Real Madrid (1956, 1957, 1958, 1959, 1960, 1966, 1998, 2000, 2002, 2014, 2016, 2017, 2018, 2022, 2024) FC Barcelone (1992, 2006, 2009, 2011, 2015)                           |
| Supercoupe de l'UEFA                               | 17     | Valence CF (1980, 2004) FC Barcelone (1992, 1997, 2009, 2011, 2015) Real Madrid (2002, 2014, 2016, 2017, 2022, 2024) Séville FC (2006) Atlético de Madrid (2010, 2012, 2018) |
| Coupe UEFA / Ligue Europa                          | 14     | Real Madrid (1985, 1986) Valence CF (2004) Séville FC (2006, 2007, 2014, 2015, 2016, 2020, 2023) Atlético de Madrid (2010, 2012, 2018) Villarreal CF (2021)                  |
| Coupe intercontinentale / Coupe du monde des clubs | 13     | Real Madrid (1960, 1998, 2002, 2014, 2016, 2017, 2018, 2022, 2024) Atlético de Madrid (1974) FC Barcelone (2009, 2011, 2015)                                                 |
| Club Challenge UEFA-CONMEBOL                       | 1      | Séville FC (2023) |
| Coupe des vainqueurs de coupes                     | 7      | Atlético de Madrid (1962) FC Barcelone (1979, 1982, 1989, 1997) Valence CF (1980) Real Saragosse (1995)                                                                      |
| Coupe Intertoto                                    | 5      | Valence CF (1998) Celta Vigo (2000) Málaga CF (2002) Villarreal CF (2003, 2004)                                                                                              |

## Noms officiels
- 1929-2008 : Primera División
- 2008-2016 : Liga BBVA
- 2016-2023 : LaLiga Santander
- depuis 2023 : LaLiga EA Sports